# Юханссон, Кристер
Кристер Юханссон (швед. Christer Johansson; род. 11 ноября 1950, Bjurholm, Вестерботтен) — шведский лыжник, чемпион мира.

## Карьера
На Олимпийских играх 1976 года в Инсбруке стал 21-м в гонке на 30 км и 4-м в эстафете.
На чемпионате мира-1978 в Лахти завоевал золото в эстафете.